# 텍사스 여자 대학교
텍사스 여자 대학교(Texas Woman's University; TWU)는 텍사스주 덴턴에 있는 공립 남녀공학 대학으로, 댈러스와 휴스턴에 건강 과학 센터 중심 캠퍼스가 두 개 있다. TWU는 1994년부터 완전히 남녀공학이지만, 주로 여성을 위한 미국에서 가장 큰 주립 지원 대학이다.

## 같이 보기
- 이화 여자 대학교
- 텍사스 대학교
- 미국 여자 대학교 및 칼리지 목록
- 칼리지